# Gimnopedia

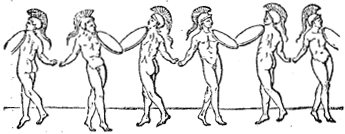
Danza di gimnopedia

La gimnopedia o ginnopedia era una danza processionale greca eseguita nella città di Sparta dagli efebi in apertura dei ludi ginnici. Era una danza sportiva con caratteri lirici. I danzatori mimavano i gesti della lotta e del pugilato.
Fu introdotta verso il VII secolo a.C.
Si inquadrava nel gusto dell'estetica spartana di mettere in mostra la bellezza virile dando spettacolo delle capacità guerriere dei giovani, che danzavano nudi. Il giovane a Sparta veniva anche invitato a mostrare le proprie virtù nei giochi di atletica e nei rapporti di pederastia.